# عبدالرحیم مؤتمن الحکماء اصفهانی
عبدالرحیم مؤتمن الحکماء اصفهانی، از اطبای حاذق اصفهان در قرن چهارده هجری قمری بوده است.
میرزا عبدالرحیم حکیم ملقب به مؤتمن الحکماء فرزند میرزا حبیب روح‌بخش بن میرزا بزرگ بن میرزا کوچک طبیب اصفهانی، دانشمند فاضل و از اطبای حاذق اصفهان بوده است.
او در محله جوباره اصفهان متولّد شده و در مدرسه دارالفنون تهران طب را آموخت. سپس به اصفهان آمده و به طبابت پرداخت.
مسعود میرزا ظل‌السلطان حاکم اصفهان لقب «مؤتمن الحکماء» را به او داد. وی طبیبی مردم دار و متدیّن و رئوف به حال مستمندان بود.
وی در طول زندگی خود دارای سه اولاد پسر و سه اولاد دختر بود و  سرانجام در غرّه جمادی‌الاوّل ۱۳۶۷ه‌.ق وفات یافته و در تکیه خلیلیان واقع در تخت فولاد مدفون شد.
وی کتاب «مرض نقرس و معالجات آن» را جهت ظل السّلطان تالیف کرده که نسخه اصل آن در کتابخانه عمومی اصفهان به شماره ۱۱۵۶۸ موجود است.
همچنین رساله «شیخ و شوخ» را در سال ۱۳۱۵ه.ق کتابت کرده است. این نسخه نزد مهندس میرزا عبدالرزاق بغایری در تهران بوده است.
[[File:وصیت نامه عبدالرحیم مؤتمن الحکماء اصفهانی.jpg]]
هم اکنون وصیت نامه‌ ای از مؤتمن الحکماء با دستخط وی به تاریخ ۱۳۴۸ ه.ق در کتابخانه و موزه ملی ملک به شماره اموال ۱۳۹۳.۳۱.۰۲۳۰۹ موجود است.
1. 1 2  مهدوی، سیدمصلح‌الدین، اعلام اصفهان ، جلد ۴ ص۲۰۲.
2. 1 2  مهدوی، سیدمصلح‌الدین، سیری در تاریخ تخت فولاد، ص۲۳۱.
3. ↑  تخت فولاد یادگار تاریخ: خطی. .
4. ↑  مصاحبه غلامرضا نصراللهی با دکتر سیّد رضا پزشک در ۱۲ مرداد ۱۳۷۶ه.ش.
5. ↑  فهرست کتابخانه عمومی اصفهان، ج۱، ص۱۵۱.
6. ↑  دانش پژوه، محمدتقی و دیگران، فرهنگ ایران زمین، ج۳۰، ص۵۴۰.
7. ↑  کتابخانه و موزه ملی ملک http://malekmuseum.org/artifact/search?type=4. پارامتر |عنوان= یا |title= ناموجود یا خالی (کمک)